# ノゲシ
ノゲシ（野芥子、学名: Sonchus oleraceus）とは、キク科ノゲシ属の植物の一種。別名ハルノノゲシ、ケシアザミ、チチグサ、ウマアザミ。
和名に「ケシ」が付くが、ケシ（ケシ科）と葉が似ているだけで分類上は全く別系統である。中国植物名は、苦苣菜、苦滇菜、苦菜など。

## 分布と生育環境
全世界的に分布し、日本でも全国の各地に分布する。荒れ地や道端、土手、畑のあぜ、人家のまわりなどに自生し、人里近いところにごく普通に見られる。ヨーロッパ原産ともいわれ、世界各地に広まったと考えられている。日本には史前帰化植物として入ってきたものとみられている。

## 形態・生態
越年草（二年草）。茎は太く、高さは50 - 100センチメートル (cm) 程で軟らかく、中は空洞である。葉は羽状に粗く切れ込みが入り、葉縁には不規則に刺状の鋸歯があるが柔らかく触っても痛くない。葉色は少し白っぽい緑色で光沢はない。葉の基部は茎を抱き、その両端にある三角状の裂片は張り出して尖る。茎や葉を切ると白い乳液がでる。
花期は春から秋までの間で、暖かい地域では一年中咲いている。花は黄色の頭花で、タンポポを小さくしたような外観をしている。頭花の径は2 cmほどで、舌状花のみからなり、舌片の先端には5歯がある。総苞は内片と外片の別が明らかで、外片は内片の長さの半分以下である。総苞と花柄には腺毛が生える。
花後の果実は長さ3ミリメートル (mm) の楕円形で、縦の筋のほかに横にしわがある。果実にはクチバシはなく、一端に白色の冠毛が多数つく。

## 利用
若苗、若葉、柔らかい茎先は食用になる。一年中採取できるが、生長した葉は苦味があるため、2 - 4月ごろのまだ茎が立たないうちに、若苗は根際から株ごと、葉などは摘み取って採取される。春に採取したものは茹でてから水にとって冷ますが、時期を過ぎて苦味が出た茎葉は茹でてから水にさらしておき、おひたし、和え物、煮びたし、油炒めなどにする。若苗は生のままサラダにしたり、若葉を天ぷらする。

## 変種
舌状花が白色のものがあり、ウスジロノゲシ（f. lilacina）という。

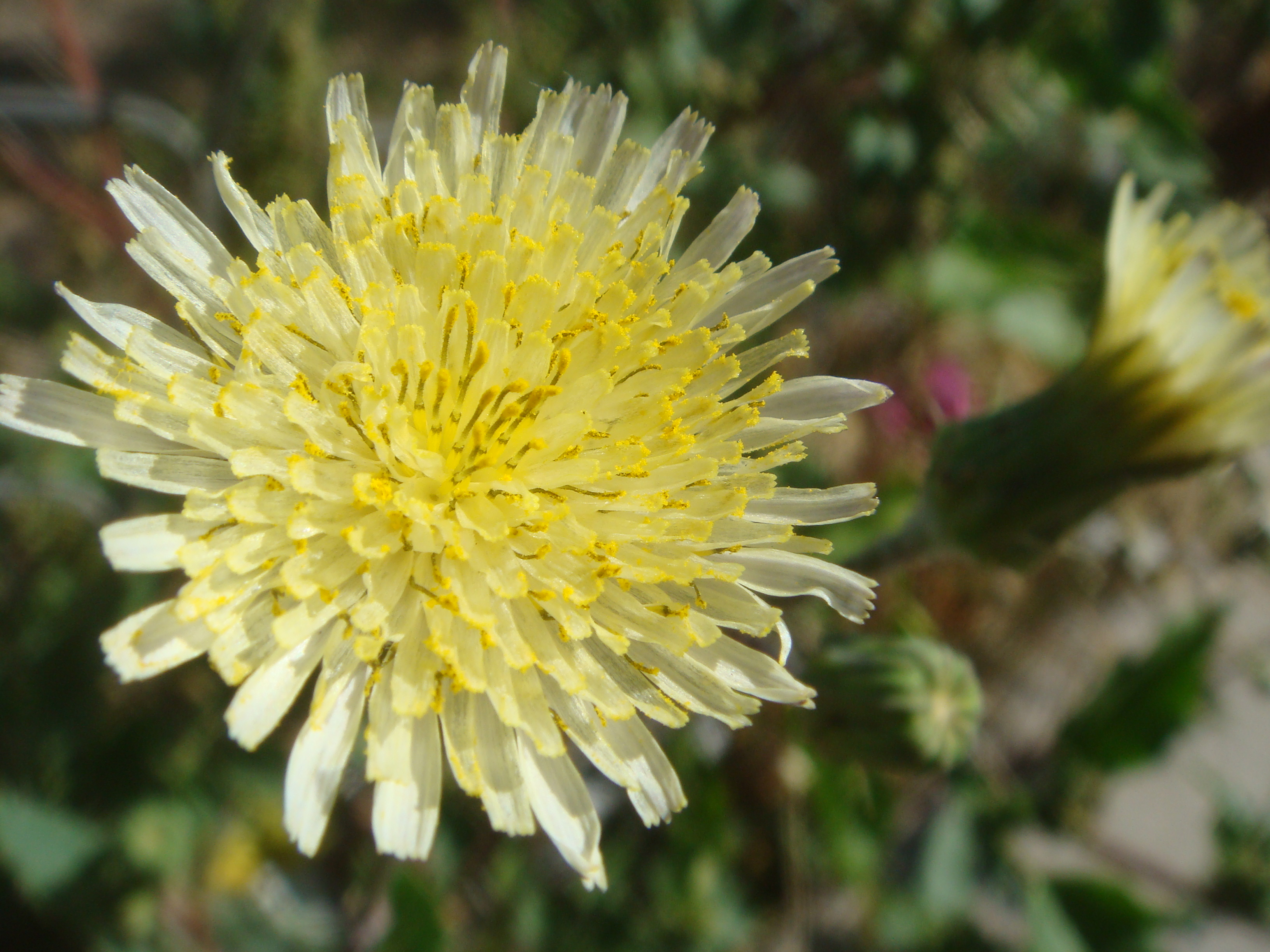

## 近縁種など
オニノゲシ Sonchus asper
ノゲシと同じようなところに生育し、外見がよく似ている。葉の質はノゲシよりも硬く、鋸歯が鋭く尖り触ると痛い。より頑丈でとげとげしいものの紛らわしい個体が多いが、葉の基部に着目すると見分けやすい。食用には向かない。

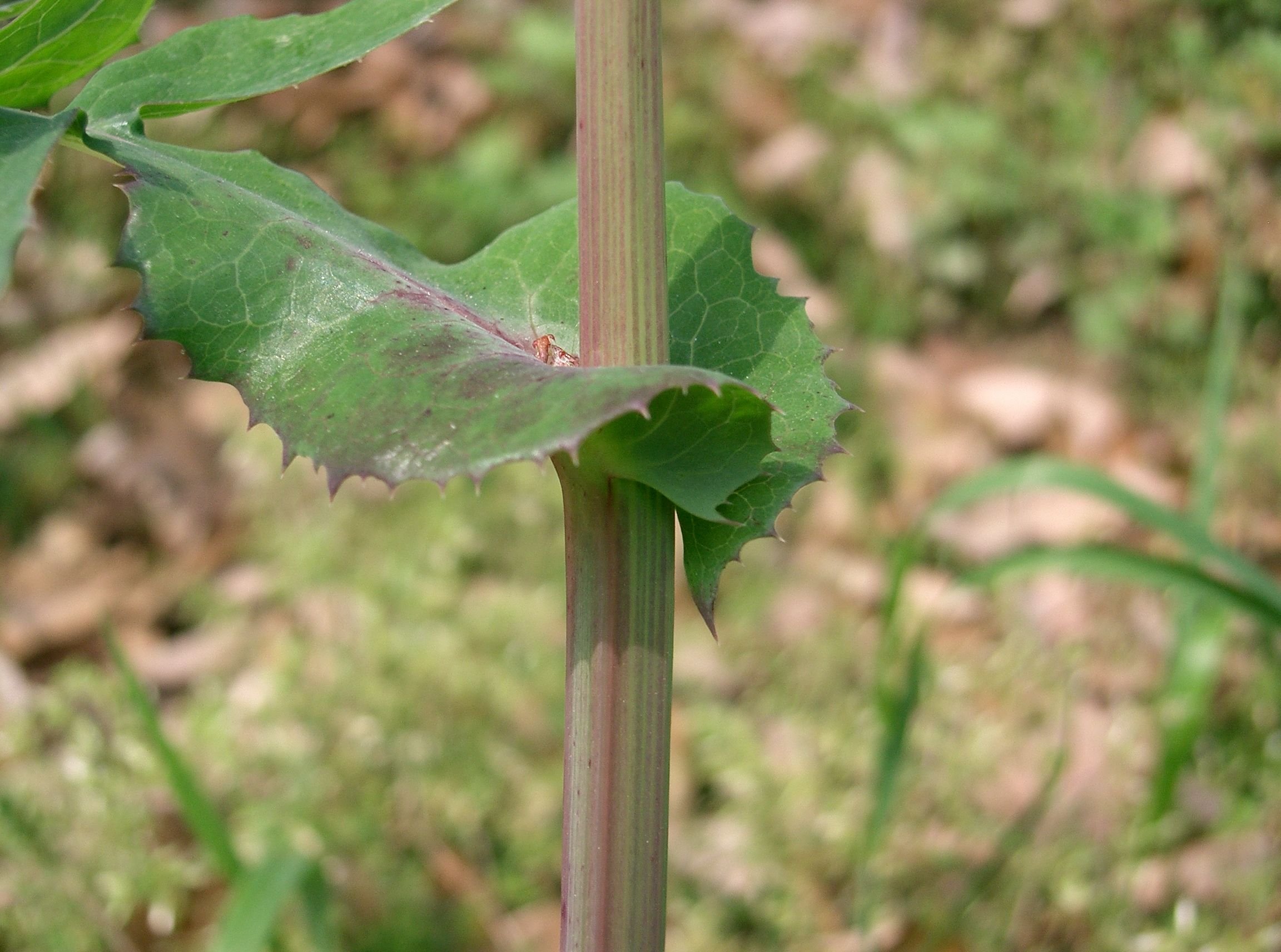
ノゲシ
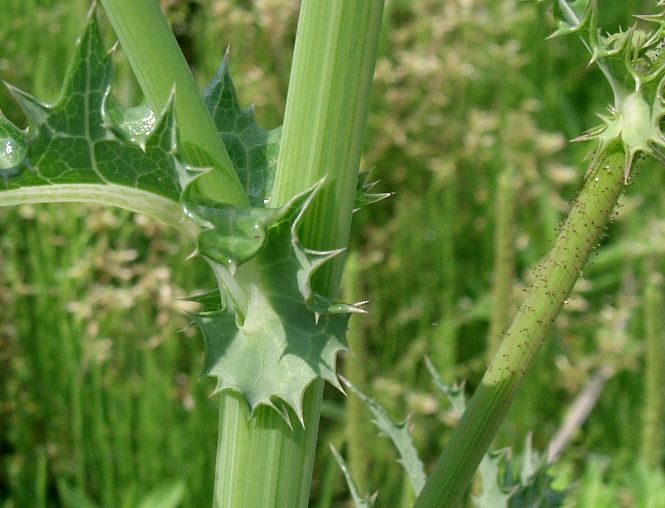
オニノゲシ（葉の基部が半月状に茎を抱く）

アキノノゲシ Lactuca indica var. laciniata
形や雰囲気は似ているが、秋にキクのような花を咲かせ、羽状に切れ込んだ葉は茎を抱かない。二回りくらい大きい植物であり、見誤ることはない。分類上は、こちらはアキノノゲシ属である。春に多数の葉をつけて立ち上がった若い茎を折り取って、ノゲシと同じように食べることができる。